# Monteleone Sabino
Monteleone Sabino és un comune (municipi) de la província de Rieti, a la regió italiana del Laci, situat a uns 50 km al nord de Roma i a uns 20 km a l'oest de Rieti. A 1 de gener de 2019 la seva població era de 1.198 habitants.
Monteleone Sabino limita amb els següents municipis: Calvi dell'Umbria, Collevecchio, Magliano Sabina, Tarano i Torri in Sabina.